# Маттіас Стольбом
Маттіас Стольбом (швед. Mattias Ståhlbom; 1971, Норрчепінг, Швеція) — шведський дизайнер, засновник дизайнерської й архітектурної студії TAF (м. Стокгольм). Мешкає і працює в Седермальмі (район Стокгольма). 
Вивчав архітектуру інтер'єру та дизайн меблів в Університському коледжі мистецтв, ремесел і дизайну в Стокгольмі. 
У 2002 році разом з Габріеллою Густафссон заснував дизайнерську й архітектурну студію TAF (м. Стокгольм). Продукція студії виставлялася у Музеї сучасного мистецтва у Нью-Йорку (МоМА), і нині представлена у постійних експозиціях Національного музею Швеції у Стокгольмі та Музею данського дизайну в Копенгагені.
Займається дизайном меблів та кухонного начиння, співпрацює з іншими дизайнерськими студіями, зокрема з Karl Andersson & Söner, Muuto, ZERO Lighting та ін. Отримав численні галузеві нагороди, в тому числі нагороду «Young Design». 
Роботи Стольбома були представлені на найбільших промислових виставках, а саме Міжнародній виставці меблів у Мілані, Виставці дизайну у Сеулі та ін. 
Вибрані вироби
- Настільний світильник Up для Muuto, 2013
- Підвісний світильник E27 для Muuto.
- Вішалка для одягу Nest для Karl Andersson & Söner.
- Столик, стіл і письмовий стіл Chamfer для Karl Andersson & Söner.
- Підлоговий і підвісний світильник Fisherman для ZERO Lighting.
- Підлоговий і підвісний світильник Last для ZERO Lighting.
- Підлоговий і підвісний світильник Bottle для ZERO Lighting.
- Підвісний світильник Can для ZERO Lighting.
- Настінний і стельовий світильник Stitch для ZERO Lighting.